# Stanisław Ulam
Stanisław Marcin Ulam (13 de abril de 1909 – 13 de mayo de 1984) fue un matemático polaco que participó en el proyecto Manhattan y propuso el diseño Teller–Ulam de las armas termonucleares. También propuso la idea de propulsión nuclear de pulso y desarrolló un número de herramientas matemáticas en la teoría de números, teoría de conjuntos, teoría ergódica y topología algebraica. Sobre todo es conocido por ser coautor (con John Von Neumann) del método de Montecarlo.
También es el creador de la espiral de Ulam.

## Biografía
Stanislaw Marcin Ulam nació en Lemberg, entonces parte del Imperio austrohúngaro (en la actualidad Leópolis, en Ucrania). Su mentor en matemática fue Stefan Banach, un gran matemático polaco. Ulam recibió su doctorado en matemática en 1933 en el Instituto Politécnico de Leópolis. Junto con su hermano menor, Adam, huyó de Polonia en 1939. Su amigo y antiguo correligionario, John von Neumann, había asegurado un puesto en el Instituto de Estudios Avanzados de Princeton. El resto de la familia de Ulam fue asesinada en el Holocausto.
Ulam fue a los EE. UU. en 1939 como becario júnior de la Universidad de Harvard. Cuando su beca no fue renovada, se desempeñó en la facultad en la Universidad de Wisconsin, con el apoyo de su hermano. En medio de la Segunda Guerra Mundial, Ulam se unió al Proyecto Manhattan en el Laboratorio Nacional de Los Álamos, en colaboración con von Neumann, por la invitación de este.
Una vez allí, para evaluar integrales complejas matemáticas que surgen en la teoría de las reacciones nucleares en cadena, Ulam sugirió el Método de Montecarlo a sus compañeros Stan Frankel y Nicholas Metropolis, todos trabajando bajo el patrocinio de von Neumann. Esta sugerencia fue una gran ayuda en la solución de muchos de los problemas complejos que surgieron durante la creación de la bomba atómica.
Cuando el presidente Harry S. Truman anunció que los EE. UU. trabajaba en el desarrollo de una bomba de hidrógeno, Ulam empezó a calcular si el diseño Edward Teller iba a funcionar. En última instancia, Ulam y su compañero matemático Cornelius Everett llegaron a la conclusión de que el modelo de Teller no funcionaba. El resultado causó tensiones entre Ulam y Teller. Un año más tarde, accidentalmente se le ocurrió un nuevo esquema que podría llegar a ser un gran avance.
Ulam tomó una plaza como profesor de matemática en la Universidad de Colorado en 1965, pero seguía siendo consultor en Los Álamos, dividiendo su tiempo entre Boulder (Colorado) y Santa Fe (Nuevo México), de donde se trasladó a Los Álamos. Él y su esposa pasaban los inviernos en Gainesville (Florida) donde tenía un puesto en la Universidad de Florida. Murió en Santa Fe el 13 de mayo de 1984.

## Obra
- Ulam, Stanisław (1960). A Collection of Mathematical Problems'. New York: Interscience Publishers. OCLC 526673.

- Kac, Mark; Ulam, Stanisław (1968). Mathematics and Logic: Retrospect and Prospects. New York: Praeger. ISBN 978-0-486-67085-0. OCLC 24847821.

- Ulam, Stanisław (1974).  Beyer, W. A.; Mycielski and, J.; Rota, G.-C., eds. Sets, Numbers, and Universes: selected works. Mathematicians of Our Time 9. The MIT Press, Cambridge, Mass.-London. ISBN 978-0-262-02108-1. MR 0441664.

- Ulam, Stanisław (2001). Aventuras de un matemático. Memorias de Stanislaw M. Ulam. Editorial Nivola. ISBN 8495599430. (traducción de: Ulam, Stanisław (1983). Adventures of a Mathematician. New York: Charles Scribner's Sons. ISBN 978-0-684-14391-0. OCLC 1528346.)

- Ulam, Stanisław (1986). Science, Computers, and People: From the Tree of Mathematics. Boston: Birkhauser. ISBN 978-3-7643-3276-1. OCLC 11260216.

- Ulam, Stanisław; Ulam, Françoise (1990). Analogies Between Analogies: The Mathematical Reports of S.M. Ulam and his Los Alamos Collaborators. Berkeley: University of California Press. ISBN 978-0-520-05290-1. OCLC 20318499.